# Sokolniki (obwód lwowski)
Sokolniki – wieś na Ukrainie, w obwodzie lwowskim, w rejonie lwowskim (do 2020 roku w rejonie pustomyckim). W 2021 roku liczyła około 5000 mieszkańców.

## Historia
Została założona w 1397 r. W tym samym czasie erygowano tu parafię rzymskokatolicką. Pierwszy kościół został zbudowany przez Jana Tarnowskiego. Po spaleniu go w XVII w. przez Tatarów na jego miejscu wzniesiono kościół murowany,  konsekrowany w 1717 r. przez arcybiskupa lwowskiego Jana Skarbka. W 1765 r. właścicielka wsi Pelagia Potocka zastąpiła go kolejnym kościołem, zbudowanym w stylu barokowym. Czwartą świątynią na tym samym miejscu był kościół wzniesiony w latach 1890 - 1894 pod wezwaniem św. Mikołaja Biskupa, a konsekrowany w 1896 r. przez biskupa Józefa Webera. 

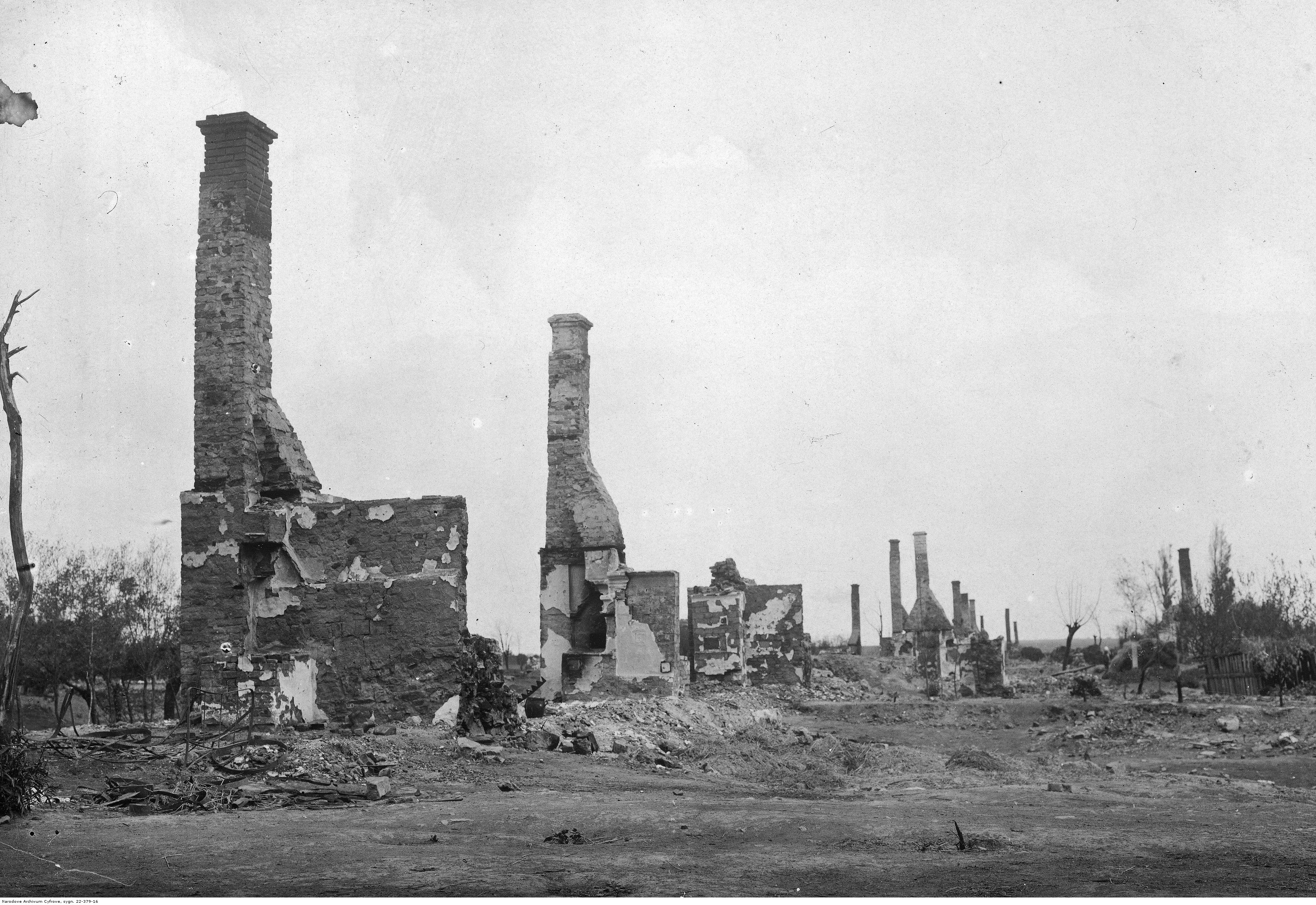
Ruiny Sokolników spacyfikowanych przez wojska ukraińskie, rok 1919

W czasie istnienia Zachodnioukraińskiej Republiki Ludowej, Sokolniki zostały w akcji pacyfikacyjnej zniszczone przez żołnierzy Ukraińskiej Armii Halickiej – spalono około 500 gospodarstw, zabito ponad 50 polskich mieszkańców wsi, w tym proboszcza parafii ks. Wincentego Czyżewskiego.
W II Rzeczypospolitej miejscowość była siedzibą gminy wiejskiej Sokolniki w powiecie lwowskim i zamieszkana była niemal wyłącznie przez Polaków.
W 1937 w Sokolnikach poświęcono dobudowany budynek szkoły. 
W latach 1944–1945 nacjonaliści ukraińscy z OUN-UPA zamordowali tutaj 12 Polaków.
Po II wojnie światowej kościół w Sokolnikach został przekazany cerkwi prawosławnej, a w 1990 cerkwi greckokatolickiej. Od tej pory nosi on wezwanie Narodzenia NMP. 
W Sokolnikach urodzili się historyk literatury prof. Konstanty Wojciechowski oraz ks. prałat Stanisław Pawlaczek, kapelan "Solidarności" i wieloletni proboszcz parafii Najświętszej Marii Panny na Piasku we Wrocławiu. 
W pierwszym półroczu 2020 r. w Muzeum Etnograficznym we Wrocławiu prezentowano wystawę poświęconą tej wsi ("Podlwowska wieś Sokolniki na dawnej fotografii"), obejmującą głównie przedwojenne fotografie, ale w mniejszym stopniu także różne przedmioty sztuki i życia codziennego ze wsi.